# Akira Tago
Pour les articles homonymes, voir Tago.
Akira Tago (島 朗, Tago Akiro), né le 25 février 1926, et mort le 6 mars 2016, est un psychologue japonais.

## Biographie
Akira Tago fut président honoraire de l’Université future de Tōkyō et de l’Université de Chiba.
Il est également connu pour avoir travaillé dans le domaine des jeux vidéo, notamment sur la série Professeur Layton, où il a inventé quasiment la totalité des énigmes.
Il est également célèbre pour avoir écrit de nombreux livres d’énigmes, notamment « gym pour le cerveau », paru uniquement au Japon.
Il est mort à l'âge de 90 ans d'une pneumonie